# Trichocera mexicana
Trichocera mexicana är en tvåvingeart som beskrevs av Alexander 1946. Trichocera mexicana ingår i släktet Trichocera och familjen vintermyggor. Inga underarter finns listade i Catalogue of Life.